# Oskar Kirmes
Karl Oskar Kirmes (né le 19 décembre 1995 à Reykjavik, en Islande) est un gymnaste artistique finlandais.
D'origine estonienne par son père et suédoise par sa mère, c'est le premier gymnaste à représenter la Finlande en gymnastique en 44 ans lors des Jeux olympiques de 2016. Son père a représenté l'Union soviétique et sa mère la Suède en compétition.